# تراوسیو
تراوسیو (به ایتالیایی: Travesio) یک کومونه در ایتالیا است که در استان پوردنونه واقع شده‌است.

## خصوصیات
تراوسیو ۲۸٫۸ کیلومترمربع مساحت و ۱٬۸۱۶ نفر جمعیت دارد و ۲۲۶ متر بالاتر از سطح دریا واقع شده‌است.